# لا ريفايلا ي أهيدو
بلدية لا ريفايلا ي أهيدو (بالإسبانية: La Revilla y Ahedo)‏, هي إحدى بلديات مقاطعة برغش, التي تقع في منطقة قشتالة وليون, والتي تقع في شمال غرب إسبانيا.
يبلغ عدد سكانها 130 نسمة وفقاً لإحصائية سنة (2002).